# Mackovice
Mackovice är en ort i Tjeckien.   Den ligger i regionen Södra Mähren, i den sydöstra delen av landet, 190 km sydost om huvudstaden Prag. Mackovice ligger 232 meter över havet och antalet invånare är 380.
Terrängen runt Mackovice är platt.Runt Mackovice är det ganska glesbefolkat, med 42 invånare per kvadratkilometer. Närmaste större samhälle är Znojmo, 19,3 km väster om Mackovice. Trakten runt Mackovice består till största delen av jordbruksmark.